# SMS König Wilhelm
Le SMS König Wilhelm est une frégate blindée de la marine royale prussienne, puis de la marine impériale allemande qui fut ensuite reclassé comme croiseur cuirassé. 

C'est le plus gros navire de guerre de la marine impériale à la fin des années 1890.

## Historique

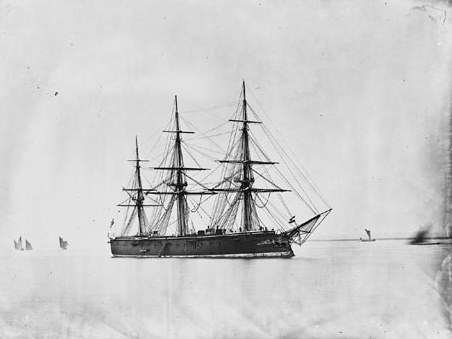
Le SMS König Wilhelm à Gravesend (Kent) en 1870

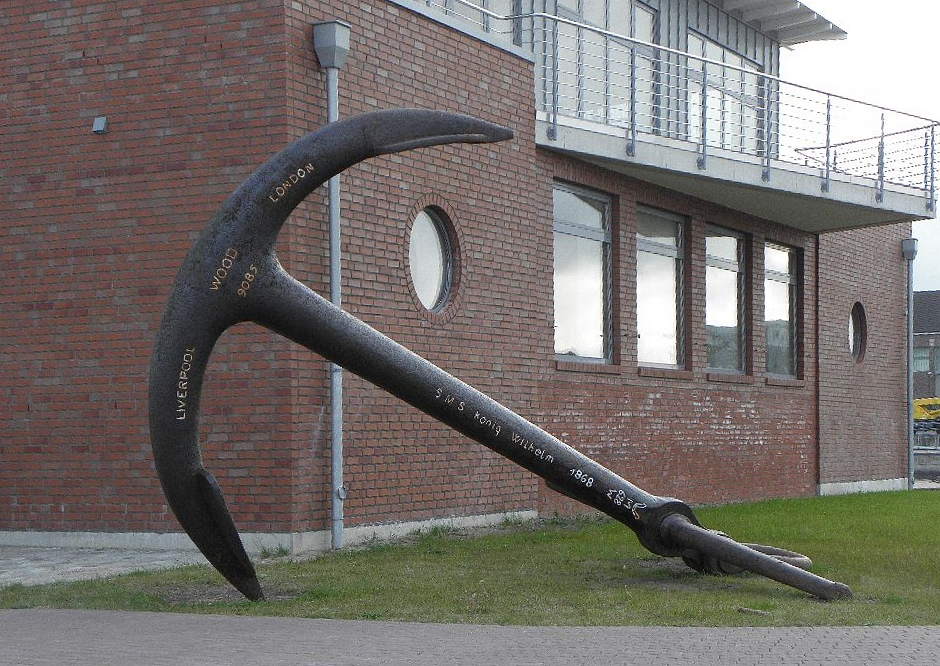
Ancre du SMS König Wilhelm à Cuxhaven

Le navire a été construit par les chantiers de la Thames Iron Works de Blackwall (en) à Londres pour la marine ottomane, mais il est acheté pendant sa construction par la marine du royaume de Prusse et lancé le 25 avril 1868 à Kiel sous le nom de baptême de König Wilhelm, en hommage au roi Guillaume IV de Prusse.
C'est alors un trois-mâts de 2 600 m2 de voilure et une propulsion à vapeur qui peut atteindre quinze nœuds, grâce à une machinerie Maudslay de 1 150 chevaux. Il est équipé de trente-trois canons de 72. Ses dimensions sont de 112 × 18,3 × 8,56 mètres.
Wilhelm von Wickede y sert comme officier en 1869-1870.
La frégate reste mouillée à quai pendant la guerre de 1870 contre la France, car les navires blindés n'ont pas le droit de combattre. Le navire entre en collision avec le SMS Großer Kurfürst en 1878 pendant des exercices au large de Folkestone, ce qui fait couler ce dernier avec 284 hommes d'équipage. Cette catastrophe donne lieu à une vive polémique au sein de l'amirauté allemande, quant à la stratégie navale du gouvernement, et après la démission quelques années auparavant du populaire konteradmiral Werner (pourtant protégé de Guillaume Ier), un parti se forme autour de ce dernier pour critiquer l'action de l'amirauté. Bismarck s'oppose à ce qu'on appellera plus tard la « politique de la canonnière » et le chef de l'amirauté, l'amiral von Stosch, se range à son côté, mais il est éclaboussé par la polémique, jusqu'à sa retraite en 1883.
Le navire est entièrement reconstruit en 1897 aux chantiers Blohm & Voss à Hambourg et il est reclassé comme croiseur cuirassé, avec 782 hommes d'équipage. Ses canons sont fabriqués par la firme Krupp.
Le SMS Wilhelm König est déclassé en 1907. Il sert alors de baraquement à Kiel pour l'académie de marine de Kiel. Il est démoli en 1921.

## Commandants
- Kapitän zur See Heinrich Kühne (de), 1878
- Kapitän zur See Hans Koester, 1887
- Kapitän zur See Curt von Prittwitz und Gaffron, octobre 1892 - 1894